# Сампрас, Пит
Пе́трос (Пит) Са́мпрас (англ. Petros “Pete” Sampras, греч. Πέτρος Σάμπρας; род. 12 августа 1971, Вашингтон) — американский теннисист греческого происхождения; 14-кратный победитель турниров Большого шлема в одиночном разряде; был первой ракеткой мира в сумме в течение 286 недель (рекорд до 2012 года); пятикратный победитель Итогового турнира ATP; обладатель Кубка Дэвиса (1992 и 1995) в составе национальной сборной США; победитель 66 турниров ATP (из них 64 в одиночном разряде). Считается одним из величайших теннисистов в истории.

## Биография
Сампрас родился в Вашингтоне (окр. Колумбия). Он был третьим ребёнком в семье Сотериоса «Сэмми» и Джорджии (урождённая Врустурис) Сампрас. Его мать эмигрировала из Спарты (Греция), а его отец родился в США у отца-грека Костаса «Гуса» Сампраса и матери-еврейки Сары Стейнберг (англ. Sarah Steinberg).
Отец Пита был инженером-конструктором, работавшим в НАСА. По воскресеньям он посещал регулярные службы греческой православной церкви. В возрасте 3 лет он обнаружил теннисную ракетку в подвале своего дома и часами бил мячи в стену.
В 1978 году семья Сампрас переехала в Палос-Вердес (Калифорния) с более тёплым климатом, который позволил семилетнему Сампрасу играть в теннис в течение большей части года. С самого начала его кумиром был Род Лейвер, а в возрасте 11 лет Сампрас познакомился и играл с ним в теннис. Сампрас присоединился к клубу Джека Крамера (Jack Kramer Club), в котором его талант стал очевидным. Будучи подростком, Сампрас тренировался с тренером по теннису Робертом Лансдорпом, который научил его бить форхенд. Ключевым моментом был акцент на прохождении мяча, а не на экстремальном топспине.
В десять лет он впервые принял участие в детском турнире, проиграв свой первый матч с сухим счётом, но это поражение не заставило его прекратить тренировки. В 13 лет Пит расстался с Ландсдорпом и стал заниматься с другом семьи, доктором-педиатром Питом Фишером, который тренировал Сампраса до 1989 года. Фишер, страстный поклонник Рода Лейвера, постарался привить Сампрасу такую же манеру игры, хотя тот, в отличие от Лейвера, был правшой. Стиль игры Сампраса под влиянием Фишера стал более агрессивным, а в 15 лет он, также по настоянию Фишера, сменил двуручный бэкхенд на одноручный.
В 1987 году на юношеском Открытом чемпионате США Сампрас победил Майкла Чанга, который уже успел громко заявить о себе на турнире среди взрослых. Сампрас привлёк к себе внимание итальянского спортивного журналиста Джанни Клеричи, известного как специалист по молодым талантам. Клеричи, которому его внешность и манера игры напомнили знаменитого испанца Мануэля Сантану, рекомендовал Сампраса дизайнеру Серджо Таккини, владельцу одноимённой фирмы спортивной одежды, и тот заключил с молодым игроком спонсорский контракт.
30 сентября 2000 года женился на актрисе Бриджитт Уилсон. В настоящее время супруги воспитывают двоих сыновей — Кристина Чарльза (который родился 21 ноября 2002 года) и Райана Николаса (который появился на свет 29 июля 2005 года).

## Спортивная карьера

### Первые шаги в профессиональном теннисе, первый титул Большого шлема
Став профессионалом в начале 1988 года, Пит в возрасте 16 лет в своих втором и третьем матчах в туре одержал победы над индийцем Рамешем Кришнаном и над американцем Элиотом Телтчером, 37-й и 25-й ракетками мира на то время. В июле он впервые вышел в полуфинал на профессиональном уровне на турнире в Скенектади. Следующую победу над игроком входящим в топ-40 Пит одержал в конце августа на турнире Rye Brook в Нью-Йорке, Питом был повержен голландец Схаперс, 39-я ракетка мира. В своём первом матче взрослого турнира серии Большого шлема, Открытом чемпионате США 1988 года, 17-летний Пит в изнуряющем пятисетовом поединке проиграл 69-й ракетке мира перуанцу Хайме Исаге — 7-6, 7-6, 4-6, 5-7, 2-6. До конца сезона Пит провёл ещё три турнира, среди которых можно отметить поражение в упорном матче против известного ветерана Кевина Каррена на турнире в американском Скотсдейле — 7-6, 6-7, 6-7 во втором круге, в первом же круге произошло знаменательное событие, первый матч и первая победа над 18-летним Джимом Курье, будущей первой ракеткой мира и одним из главных соперников Пита в 1990-е годы: 6-3, 6-1. В своём последнем турнире года, в Детройте, Питу удалось пробиться в четвертьфинал, во втором круге одержана победа над игроком первой десятки, соотечественником, Тимом Майоттом — 6-3,6-4. Начав дебютный сезон 893-й ракеткой мира, Пит финишировал в первой сотне рейтинга ATP — на 97-м месте. По сравнению со стремительным прогрессом Чанга и их старшего сверстника Андре Агасси его результаты всё ещё оставались скромными; журналист Джон Файнстейн объясняет это тем фактом, что теннисисты, предпочитающие играть с задней линии (к числу которых принадлежали Агасси и Чанг) достигают хорошей профессиональной формы в более юном возрасте, чем игроки, тяготеющие, как Сампрас, к более атакующему стилю serve-and-volley.
В следующем сезоне Сампрас продолжил прогрессировать. В мае он сыграл первый финал в туре в парном разряде — на турнире в Форест-Хилсе в команде с Джимом Курье. Через две недели после этого Курье и Сампрас выиграли парный приз крупного грунтового турнира в Риме. Для обоих теннисистов титул стал дебютным в ATP-туре. В сентябре 1989 года Сампрас во втором круге Открытого чемпионата США победил действующего чемпиона Матса Виландера и дошёл до 1/8 финала. Остаток осени, однако, оказался провальным — три поражения в первом круге и одно на зальном турнире в Париже) в квалификационном турнире. В итоге первый турнир 1990 года, в Сиднее, он тоже начал с квалификации, однако не только успешно преодолел её, но и дошёл до четвертьфинала после очередной победы над Майоттом — на тот момент 12-й ракеткой мира. На Открытом чемпионате Австралии жребий снова свёл их уже в первом круге, и они разыграли пятисетовый поединок, длившийся 4 часа 45 минут чистого времени — рекордная продолжительность для данного турнира на тот момент. В пятом сете Майотт поначалу проигрывал, но сумел сравнять счёт и выйти вперёд — 7-6 по геймам. Сампрас отыгрался в свою очередь и затем четыре раза получал матч-бол, реализовав его лишь с четвёртой попытки при счёте 11-10 в свою пользу. Развивая достигнутый успех, он дошёл до четвёртого раунда, где с растяжением паха уступил 13-й ракетке мира Яннику Ноа. После этого результат он поднялся в топ-50.
В феврале он вышел в полуфинал турнира в Милане. 12 февраля, американец, добившийся в дальнейшем больших успехов в одиночной карьере, достиг самой высокой позиции в парном рейтинге за всю карьеру, заняв 27-ю строчку. Серьёзного прорыва в карьере Сампрас добился на турнире в Филадельфии в том же месяце. Он обыграл Агасси, бывшего одним из двух основных фаворитов (Джон Файнстейн пишет, что Агасси страдал в этот день от пищевого отравления и просто не смог продолжать борьбу после второго сета), затем — уже в третий раз с начала года — Майотта. В полуфинале Сампрас взял верх над австралийцем Марком Кратцманом, неожиданно победившим перед этим Джима Курье, а в финале победил Андреса Гомеса, традиционно лучше игравшего на грунтовых кортах, но этот сезон начавшего неожиданно сильно на других покрытиях. Победа в Филадельфии принесла Сампрасу первый титул в турнирах основного профессионального тура в одиночном разряде; начав сезон на 61-м месте в рейтинге, он менее чем за два месяца проделал путь до 17-й позиции.
После успеха в Филадельфии среди спортивных агентств началась борьба за Сампраса, и в итоге он расстался с представлявшей его несколько лет компанией IMG, подписав контракт на срок почти в четыре года с агентством ProServ. По предложению его отца, в условия контракта был включён пункт, предусматривающий уменьшение процента, отчисляемого агентству, в зависимости от места, занимаемого Питом в рейтинге. Процент должен был достичь минимума, если Пит выйдет в рейтинге на первую позицию. Это событие совпало по времени с уже второй травмой, полученной Сампрасом за первые три месяца 1990 года: в Австралии это была травма паха, а на турнире в Ки-Бискейне он растянул подвздошно-поясничную мышцу в матче четвёртого круга и, хотя сумел его выиграть, после этого выбыл из соревнований почти на месяц.
В июне 1990 года Сампрас выиграл первый турнир на любимой траве, взяв титул в Манчестере. В американской хардовой части сезона Сампрас отметился полуфиналом в Торонто, переиграв в 1/4 Джона Макинроя и полуфиналом в Лос-Анджелес. На Открытом чемпионате США Сампрасу удалось выиграть первый титул Большого шлема. В возрасте 19 лет и 28 дней он стал самым юным чемпионом Большого шлема в США в мужском одиночном разряде. В финале он в трёх сетах обыграл № 4 в мире на тот момент Андре Агасси и впервые вошёл в топ-10, заняв 6-е место. Сделав паузу, Сампрас вернулся на корт в конце октября и доиграл до полуфинала турнира в Стокгольме. Благодаря победе в США, Пит впервые попал на итоговые соревнования года. На Чемпионате мира ATP он не вышел из группы, а уже затем на Кубке Большого шлема смог стать его первым победителем.

### 1991—1993 (два титула Большого шлема, победы на Итоговом турнире и в Кубке Дэвиса, попадание на вершину рейтинга)

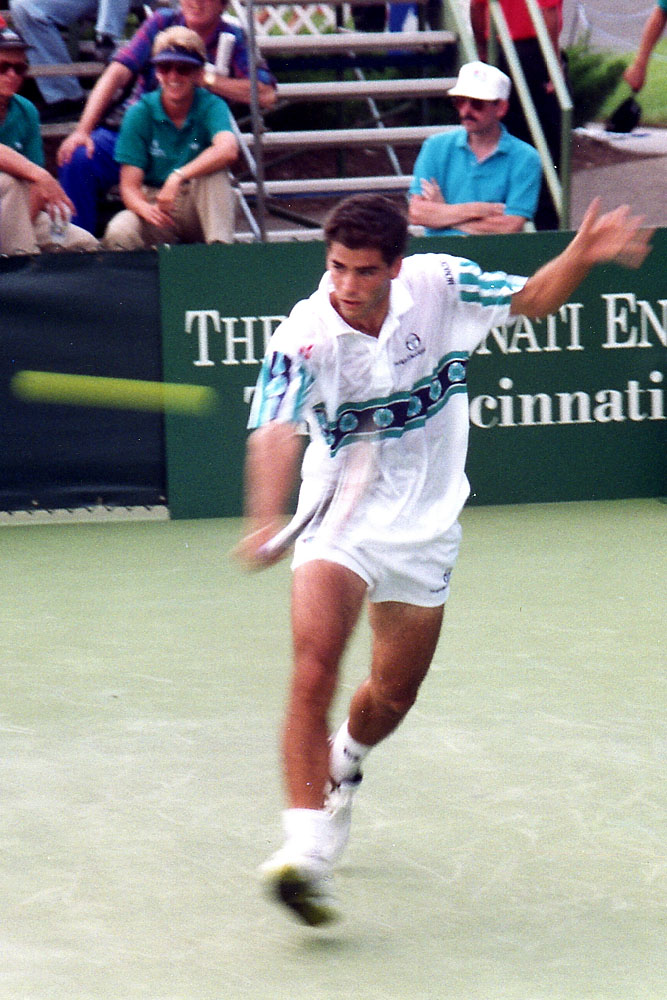
Сампрас на турнире в Цинциннати 1992 года

Старт сезона 1991 года Сампрас пропустил. Первым выступлением в году стал февральский турнир в Филадельфии, где он доиграл до финала, в котором в пяти сетах уступил Ивану Лендлу. В следующий одиночный финал он попал в июне на турнире в Манчестере, где не смог справиться с Гораном Иванишевичем. В августе он сыграл в трёх финалах подряд (в Лос-Анджелесе и Индианаполисе стал победителем, а между ними проиграл финал в Цинциннати. На Открытом чемпионате США не удалось защитить титул, в четвертьфинале проиграл Джиму Курье. В осенней части сезона Сампрас выиграл ещё один титул в Лионе и вышел в финал зального турнира в Париже, в который в пяти сетах проиграл Ги Форже. Затем Сампрас выиграл Чемпионате мира ATP, в котором участвовал второй раз в карьере. В финале был обыгран Курье в четырёх сетах. В декабре Сампрас впервые выступил в составе сборной США и сразу в финале Кубка Дэвиса. Однако дебют оказался неудачным, он проиграл оба матча Анри Леконту и Ги Форже и командный трофей достался сборной Франции.
В 1992 году Сампрас начал выступления в феврале и на втором для себя турнире в Филадельфии смог выиграть титул. В грунтовой части сезона он один раз достиг финала на турнире в Атланте, а на Открытом чемпионате Франции впервые вышел в четвертьфинал (оба раза проиграл Агасси). На Уимблдоне Сампрас впервые вышел в полуфинал, проиграв там Иванишевичу. В июле удалось победить на грунтовом турнире в Кицбюэле и этот титул стал десятым на одиночных соревнованиях тура за карьеру. После этого Сампрас отправился на Олимпийские игры в Барселоне, которая стала единственной в карьере американца. На грунтовом покрытии он смог доиграть только до третьего раунда, в котором, ведя 2-0 по сетам, по итогу проиграл Андрею Черкасову. В августе Сампрас выдал серию из 16 победных матчей подряд. Он выиграл турниры в Цинциннати и Индианаполисе и вышел в финал Открытого чемпионата США (в полуфинале обыгран № 1 в мире Джим Курье), где серия прервалась после поражения от Стефана Эдберга. В октябре была одержана победа в Лионе. На Итоговом турнире и Кубке Большого шлема его результатом стал полуфинал. На протяжении сезона Сампрас регулярно выступал за сборную в Кубке Дэвиса и помог американцев выиграть престижный трофей. В финале в декабре против сборной Швейцарии он сыграл один парный матч в дуэте с Джоном Макинроем, где в пяти сетах удалось обыграть Марка Россе и Якоба Хласека. Сезон 1992 года Сампрас закончил на третьем месте рейтинга.
1993 стал для Сампраса годом восхода на вершину мирового тенниса. Пит стартовал с победы на турнире в Сиднее. На Открытом чемпионате Австралии он выступил впервые за три года и вышел в полуфинал, где проиграл Эдбергу. В марте был выигран крупный турнир в Ки-Бискейне, а в апреле ещё один в Токио. Несмотря на то, что свой единственный Большой шлем Сампрас выиграл более двух лет назад, 12 апреля он впервые в карьере стал первой ракеткой мира. На первом же турнире в Гонконге в статусе первого в мире он выиграл титул, нанеся поражение в финале Джиму Курье. В грунтовой части он дважды выходил в полуфинал, а на Ролан Гаррос вышел в четвертьфинал. На Уимблдонском турнире Сампрас в решающих раунда обыграл чемпиона прошлого года Агасси, Беккера и в финале Курье. В возрасте 21 года он взял второй Большой шлем в карьере после победы в США в 1990 году. Перед Открытым чемпионатом США на три недели покинул первую строчку рейтинга, но ему удалось выиграть второй титул Большого шлема подряд и вернуться на первое место. В финале Открытого чемпионата США выиграл у француза Седрика Пьолина. В октября они вновь встретились в финале турнира в Лионе, где Сампрас одержал ещё одну победу. В ноябре был выигран ещё один приз на турнире в Антверпене. На Чемпионате мира ATP, одержав четыре победы, был оформлен выход в финал, в котором Сампрас уступил немцу Михаэлю Штиху. Он закончил год в статусе № 1 в мировом рейтинге.

### 1994—1996 (доминирование в мужском теннисе)
Сампрас отлично провёл начало 1994 года. Начав с победы на турнире в Сиднее, он затем выиграл третий турнир Большого шлема подряд, впервые победив на Открытом чемпионате Австралии. В решающем поединке был обыгран соотечественник Тодд Мартин, а самый сложный матч он сыграл во втором раунде, когда обыграл Евгения Кафельникова со счётом 9-7 в пятом сете. В марте Пит выиграл связку крупных турниров в Индиан-Уэлсе и Майами. Сампрас продолжил штамповать победы и далее. В апреле он выиграл турниры в Осаке и Токио, а в мае на грунте в Риме. Его победная серия продлилась до поражения от Штиха на командном кубке мира и остановилась на отметке 29 выигранных матчей подряд. Но затем Ролан Гаррос закончился для него поражением в четвертьфинале от Джима Курье и Сампрас упустил шанс собрать "некалендарный Большой шлем", выиграв четыре турнира серии подряд. Зато на Уимблдоне он смог защитить титул, обыграв в финале Горана Иванишевича. На Открытом чемпионате США развить успех не удалось. Выступивший там без участие в подготовительных турнирах, Сампрас проиграл в четвёртом раунде Хайме Исаге из Перу. В ноябре Сампрас защитил титул на турнире Антверпене, а затем второй раз в карьере выиграл Чемпионат мира ATP, нанеся поражение в финале Борису Беккеру. На турнире Кубок Большого шлема в конце года вышел в финала, в котором уступил Магнусу Ларссону из Швеции. Сампрас весь сезон 1994 года возглавлял мировой рейтинг и стал лидером по итогам года.
Стартовав в 1995 году с защиты титула на Открытом чемпионате Австралии, Сампрас смог выйти в финал, в котором проиграл Андре Агасси в четырёх сетах. На мартовских американских турнирах их соперничество продолжилось. В финале турнира в Индиан-Уэлсе победу над Агасси со счётом 7-5, 6-3, 7-5 одержал Сампрас, а уже в Майами, также в финале, сильнее был Агасси — 6-3, 2-6, 6-7. В апреле Агасси смог сместить Сампраса с первой строчки в рейтинге после 82 недель лидерства подряд. В июне на турнире в Лондоне сделал единственный в карьере «дубль», победив на одном турнире в одиночных и парных соревнованиях. Уимблдон вновь покорился американцу. Единственный пятисетовый матч он провёл в полуфинале с Иванишевичем, а в финале в четырёх обыграл Беккера. На североамериканских турнирах соперничество Агасси и Сампраса продолжилось. В финале турнира в Монреале победил Агасси, но зато на Открытом чемпионате США сильнее был Сампрас, одолевший соперника в четырёх сетах. В начале ноября Сампрас победил на турнире в Париже. и после этого смог вернуть себе первое место в рейтинге после 30 недель лидерства Агасси. В 1995 году Сампрас внёс весомый вклад в победу США в Кубке Дэвиса. По ходу сезона он выиграл за сборную семь матчей (один из них в паре) и в финале против сборной России принёс все три очка американцам. В первой игре финала на нелюбимом грунте он обыграл Андрея Чеснокова в изнурительном пятисетовом матче. После этой победы Пит без сил упал на корт из-за судорог и не мог самостоятельно добраться до раздевалки. В субботнем парном матче в партнёрстве с Тоддом Мартином удалось обыграть Евгения Кафельникова и Андрея Ольховского, а на следующей день принёс решающее очко, обыграв Кафельникова в личной встрече.
Открытый чемпионат Австралии 1996 года завершился уже в третьем раунде поражением от Марка Филиппуссиса и после этого он впервые с января 1993 года опустился на третье место рейтинга. В феврале Сампрас успешно сыграл два турнира в Сан-Хосе и Мемфисе, где взял титул, обыграв в финалах Андре Агасси и Тодда Мартина соответственно. Победа в Сан-Хосе позволила вернуться на первое место в рейтинге на три недели. В марте в Индиан-Уэлсе он проиграл в четвертьфинале, а в Майами в полуфинале и до апреля опустился на вторую строчку рейтинга. В апреле после победы на турнире в Гонконге Сампрас вернул себе звание первой ракетки мира, сохранив его на весь сезон. В Азии он выиграл и второй титул подряд на турнире в Токио. В 1996 году Сампрас был ближе всего в карьере к покорению Открытого чемпионата Франции. Он впервые вышел в полуфинал, одолев в 1/4 финала в пяти сетах Джим Курье. Но здесь его разгромил Евгений Кафельников, который в тот год стал чемпионом. Выиграв по нескольку раз другие три турнира Большого шлема, Сампрасу так и не удалось покорить Ролан Гаррос. В этом сезоне ему не удалось выиграть и Уимблдон. В четвертьфинале его обыграл победитель того года Рихард Крайчек. Зато в США его ждал успех. Он сначала выиграл турнир в Индианаполисе, а на Открытом чемпионате США защитил титул и стал чемпионом в четвёртый раз, обыграв в финале Майкла Чанга. Осенью Сампрас выиграл турнир в Базеле и вышел в финал в Штутгарте, где проиграл в финале в пяти сетах Борису Беккеру. Сампрас вновь сыграл с Беккером в финале Чемпионата мира ATP и соперники опять провели пятисетовый поединок, в котором на этот раз победу одержал Сампрас.

### 1997—1999 (рекордный шестой сезон на вершине рейтинга и повторение рекорда по титулам Большого шлема)
1997 стал ещё одни сезоном, когда Сампрас был первой ракеткой мира на протяжении всего года. Начал он с победы на Открытом чемпионате Австралии, выиграв в Мельбурне второй раз в карьере. В финале он обыграл дебютанта решающих матчей Большого шлема Карлоса Мойю. После выигрыша девятого шлема Сампрас взял титулы на турнирах в Сан-Хосе и Филадельфии. После грунтовой части, где он максимально добрался до третьего раунда раунда, Сампрас одержал четвёртую победу на Уимблдонском турнире, переиграв в решающем матче Седрика Пьолина. В августе на Мастерсе в Цинциннати он стал чемпионом, не проиграв ни одного сета, но на Открытом чемпионате США Сампрас проиграл в четвёртом раунде в трудном пятисетовом поединке чеху Петру Корде. В сентябре Сампрас выиграл выставочный турнир Кубок Большого шлема и этот титул стал для него 50-м в основном туре. В конце года выиграны были также Мастерс в Париже (в финале обыгран Йонас Бьоркман) и Чемпионат мира ATP (в финале обыгран Евгений Кафельников). Сампрас принял участие в финале Кубка Дэвиса, когда помог в сентябре обыграть в полуфинале сборную Австралии, но в финальном матче американцы проиграли все пять игр шведам, а Сампрас уступил свой матч Магнусу Ларссону.
На Открытом чемпионате Австралии 1998 года Сампрас неожиданно проиграл в четвертьфинале словаку Каролю Кучере. В феврале он вышел в финал в Сан-Хосе, где проиграл Агасси, а затем победил на турнире в Филадельфии, обыграв в финале Томаса Энквиста. В марте Сампрас лишился звание первой ракетки мира, проведя на вершине 102 недели подряд (всего 218), уступив его Марсело Риосу. Через четыре недели после этого американец вновь возглавил рейтинг. В начале мая удалось выиграть редкий титул на грунте (третий одиночный в карьере) на турнире в Атланте. В июле он в очередной (пятый) раз стал чемпионом Уимблдонского турнира. В финале в пяти сетах был обыгран Горан Иванишевич. В августе дошёл до финала в Цинциннати, в котором проиграл Патрику Рафтеру. С ним же он сразился и в полуфинале Открытого чемпионата США, однако снова проиграл в пяти сетах. В октябре стал победителем турнира в Вене, а в начале ноября оказался в финале Мастерса в Париже, но проиграл Грегу Руседски. На Чемпионате мира ATP вышел в полуфинал, но уступил в нём Алексу Корретхе из Испании. По итогам сезона Сампрас шестой раз подряд финишировал в статусе первого в мире, что является рекордом за всю историю.
Начало сезона 1999 года Сампрас пропустил. В марте из-за пропусков и потерь рейтинговых очков он потерял лидерство рейтинга на две недели, а в мае ещё на шесть недель. В июне на любимой траве смог выиграть первый титул в сезоне на турнире в Лондоне. На Уимблдоне он третий год подряд и шестой раз в общей сложность стал чемпионом, обыграв в финале давнего соперника Андре Агасси в трёх сетах. Это уже его 12-й титул на Больших шлемах и он смог сравняться с рекордсменом на тот момент Роем Эмерсоном. Через четыре недели Агасси и Сампрас встретились в новом финале на турнире в Лос-Анджелесе, где вновь сильнее был Сампрас. Затем он победил на Мастерсе в Цинциннати, обыграв в полуфинале в третий раз подряд Агасси, а в финале Рафтера из Австралии. Победная серия Сампраса достигла 24 матчей подряд и завершилась в 1/4 финала в Индианаполисе, где он отказался от продолжения матча с Винсентом Спейди. Из-за травмы спины он был вынужден пропустить Открытый чемпионат США. Вернулся на корт он уже только в конце сезона на Мастерс в Париже, где сыграл один матч и снялся с турнира. Зато на Чемпионате мира ATP смог стать победителем в пятый раз в карьере, нанеся поражение в финале Андре Агасси. Пропуски в сезоне не позволили Сампрасу седьмой год подряд финишировать на первом месте рейтинга и он занял третье место в итоговой классификации.

### 2000—2002 (рекордные 14 шлемов и завершение карьеры)
На Открытом чемпионате Австралии 2000 года Сампрас доиграл до полуфинала, где встретился с Агасси и на этот раз проиграл в пятисетовом матче. В марте он отправился на турнир в Майами, где ему удалось выиграть титул, переиграв в финале бразильца Густаво Куэртена. Сампрас летом смог в седьмой раз выиграть Уимблдон и сравняться по количеству титулов с Уильямом Реншоу, побеждавшем в мужском одиночном разряде ещё в 1881—1889 годах. Также это был его 13-й трофей на Большом шлеме и он обогнал Роя Эмерсона по общему количеству выигранных турниров, став рекордсменом по этому показателю (рекорд продержался девять лет). В финале в четырёх сетах он победил австралийца Патрика Рафтера. На Открытом чемпионате США Сампрас вышел в финал, где был фаворитом, но проиграл 20-летнему дебютанту финалов Большого шлема Марату Сафину в трёх сетах. Несмотря на проигрыш, он смог вернуть себе первую строчку рейтинга и пробыл на ней почти до конца года (10 недель). После этого Сампрас никогда не возглавлял мужскую классификацию, доведя общее количество недель в статусе первого в мире до рекордных на тот момент 286 недель. На Итоговом турнире он элементарно переиграл Марата Сафина 6-3, 6-2 и Алекса Корретху, но не смог пройти Густаво Куэртена в полуфинале и завершил сезон на третьем месте рейтинга.
В 2001 году Сампрас уже не смог бороться за звание № 1 в мире, но оставался в элите. Это его первый сезон с 1993 года, когда не удалось выиграть ни одного турнира Большого шлема. На Открытом чемпионате Австралии он проиграл в четвёртом раунде Тодду Мартину. В марте смог выйти в финал в Индиан-Уэлсе, где проиграл Агасси. В восьмой раз победить на Уимблдоне не получилось. В четвёртом раунде его обыграл будущий лидер мирового тенниса Роджер Федерер в пяти сетах. Летом он сыграл в трёх финалах, в том числе и на Открытом чемпионате США. По пути он смог обыграть Рафтера, Агасси и в полуфинале прошлогоднего обидчика Сафина, ни отдав этим сильным соперникам ни одного гейма на своей подаче, однако в решающем матче его переиграл Ллейтон Хьюитт в трёх сетах. Осенью выступил только на одном турнире в Штутгарте, где до решающих матчей не дошел, уступив Максиму Мирному и завершив год на 10-м месте.
На Открытом чемпионате Австралии 2002 года в четвёртом раунде встретился с Сафиным и проиграл ему в четырёх сетах. Затем самым сильным результатом был полуфинал в марте на Мастерсе в Индиан-Уэлсе, где в двух сетах проиграл лидеру мирового рейтинга и будущему чемпиону турнира Хьюитту. В апреле он вышел в финал грунтового турнира в Хьюстоне, обыграв Агасси в полуфинале. В титульном матче он проиграл новой звезде американского тенниса Энди Роддику. На последнем в карьере Ролан Гарросе проиграл в первом раунде, а на любимом Уимблдоне во втором, в пяти сетах уступив средненькому швейцарцу Георгу Бастлю. Неуверенно Сампрас отыграл также летние Мастерсы в Торонто и Цинциннати, а за неделю до Открытого чемпионата США Пит в первой же игре уступил 20-летнему французу Полю-Анри Матьё. 

Зато на Открытом чемпионате США Сампрасу удалось выступить хорошо и выиграть турнир в пятый раз в карьере. В финале он обыграл своего постоянного соперника на протяжении карьеры Андре Агасси в четырёх сетах. Это был их 34 матч на профессиональном уровне, из которых 20 побед одержал Сампрас. Пит выиграл рекордный на тот момент 14-й Большой шлем и его рекорд продержался до 2009 года, когда 15-й шлем выиграл Роджер Федерер. Позже выяснится, что это был последний матч в карьере Сампраса и он, таким образом, ушёл с корта непобеждённым. Через год на Открытом чемпионате США в день открытия он официально объявил о завершении профессиональной карьеры.

### Выступления среди ветеранов
В 2007 году начал выступать в «Серии Чемпионов» — цикле турниров для ветеранов.
В ноябре 2007 года сыграл 3 выставочных матча с действующей первой ракеткой мира Роджером Федерером: первые два выиграл Федерер — 6-4 6-3 и 7-6(6) 7-6(5), а в третьем победил Сампрас — 7-6(8) 6-4.

## Спортивные достижения
- 14-кратный победитель турниров Большого шлема в мужском одиночном разряде (4-й результат за всю историю).
- Семикратный победитель Уимблдона (1993—1995, 1997—2000).
- Пятикратный победитель Открытого чемпионата США (1990, 1993, 1995, 1996, 2002).
- Двукратный победитель Открытого чемпионата Австралии (1994, 1997).
- Полуфиналист Открытого чемпионата Франции (1996).
- Пятикратный победитель Итогового турнира (1991, 1994, 1996, 1997, 1999).
- Первая ракетка мира с 12 апреля 1993 года, сохранял титул (с перерывами) 286 недель (3-й результат за всю историю) — рекорд, который 16 июля 2012 года был побит Роджером Федерером (9 июля 2012 года швейцарец сравнялся с Сампрасом по количеству недель пребывания в ранге первой ракетки мира).
- В течение шести лет подряд с 1993 по 1998 год включительно заканчивал сезон в качестве первой ракетки мира. Этот рекорд не побит до сих пор (на март 2024 года).
- Самый молодой чемпион Открытого чемпионата США по теннису (1990) (19 лет), рекорд до сих пор не побит (на март 2024 года).
- Двукратный обладатель Кубка Дэвиса (1993, 1995) в составе сборной США.
- Победитель 64 турниров ATP в одиночном (5-й результат за всю историю) и 2 турниров в парном разрядах.
- 14 июля 2007 года был избран в Международный зал теннисной славы.

## Стиль игры
Особенности игрового стиля: агрессивная игра, характеризующаяся мощной подачей и постоянными выходами к сетке, как после первой, так и после второй подачи. Мощный, надёжный форхенд (удар справа) с небольшим вращением, обладающий высокой скоростью полёта мяча, одноручный бэкхенд (удар слева) с неплохим вращением, но менее надёжный, чем форхенд (практически единственное условно слабое место в игре Сампраса), филигранная игра с лёта, отличный смэш (фирменный удар Сампраса, благодаря которому в прессе его часто называли «Джордан тенниса») и реверс (удар над головой слева). Основная тактика — максимально быстрый выход к сетке и завершение розыгрыша ударом с лёта. Наилучших результатов Пит Сампрас достиг на быстрых покрытиях — траве и бетоне, наименее успешен был на самом медленном покрытии — грунте.